# 이아코포 4세 아피아노
이아코포 4세 아피아노(Iacopo IV Appiano, (1459년 – 1510년 4월 10일)는 르네상스 시기 이탈리아의 콘도티에로이자 피옴비노 후작이다.
그는 이아코포 3세 아피아노의 아들로 피옴비노에서 태어났으며, 그는 계속하여 나폴리의 아라곤가와의 전통적인 동맹 관계를 계속하였다. 이아코포 4세는 나폴리군(1479–1483), 에스테 가문군 (1483–1485), 시에나군 (1495–1498), 피렌체의 사령관이기도 하였다. 그는 나중에 프랑스왕과 아라곤 연합 군주 페르난도 2세 밑에서도 활약했었다.
1501년 토스카나 남부에 있는 그의 영토는 체사레 보르자에게 점령당했었지만, 포르자의 권력의 중심자이자 아버지인 교황 알렉산데르 6세가 사망한 후인 1503년에 반환되었다. 이 시기에 그는 그의 궁전에 레오나르도 다 빈치가 방문하기도 했었고, 1509년에는 신성 로마 제국의 대공이 되었다.
그는 1510년 피옴비노에서 사망했다.

| 이전 이아코포 3세 아피아노 | 피옴비노 후작 1474–1510 | 이후 이아코포 5세 아피아노 |